# The Secret Agent (película de 2025)
The Secret Agent (en portugués: O Agente Secreto) es una próxima película brasileña dramática escrita y dirigida por Kleber Mendonça Filho. Está protagonizada por Wagner Moura, Udo Kier, Gabriel Leone y Maria Fernanda Cândido. La película, una coproducción entre Brasil y Francia, sigue a Marcelo, un profesor atrapado en la agitación política de los últimos años de la dictadura militar en Brasil.
La película se estrenará mundialmente en la competencia principal del Festival Internacional de Cine de Cannes de 2025, donde fue nominada a la Palma de Oro.

## Argumento
1977, durante los últimos años de la dictadura militar en Brasil, Marcelo, un profesor de 40 años, huyendo de su misterioso pasado regresa a Recife en busca de un poco de paz, pero pronto se da cuenta de que la ciudad está lejos de ser el refugio que busca.

## Reparto
- Wagner Moura como Marcelo[3]
- Udo Kier como Hans
- Gabriel Leone
- Maria Fernanda Cândido
- Thomás Aquino
- Hermila Guedes
- Isabél Zuaa
- Alice Carvalho
- João Vitor Silva
- Suzy Lopes

## Producción
La película está escrita y dirigida por Kleber Mendonça Filho, que escribió el guion a lo largo de tres años. Está producida por Cinemascopio y MK Productions. La película supone la primera producción en lengua portuguesa de Wagner Moura en ocho años. El actor alemán Udo Kier también aparece en la película, lo que supone su segunda colaboración con Mendonça tras Bacurau (2019).
La fotografía principal tuvo lugar durante diez semanas en Brasil, rodándose entre Recife y São Paulo, y finalizó en agosto de 2024.